# Portugals parlament
Portugals parlament, även kallat Republikens församling eller Nationalförsamlingen (portugisiska: Assembleia da República), är Portugals lagstiftande församling. Grundlagen betecknar Republikens församling i artikel 147 som ”alla portugisiska medborgares representativa församling” och i artikel 110 såsom statens högsta maktorgan jämte republikens president, regeringen och domstolarna.
Parlamentet består av en kammare med 230 ledamöter (deputados) och har sitt säte i Palácio de São Bento i Lissabon. Ledamöterna väljs för fyra år, varvid ett rent proportionellt valsystem (d’Hondts metod) tillämpas. Republikens president har rätt att upplösa församlingen och utlysa nyval. Parlamentet har i sin tur rätt att avge misstroendeförklaring mot regeringen, inleda ett entledigandeförfarande av republikens president och ändra grundlagar med två tredjedelars majoritet.

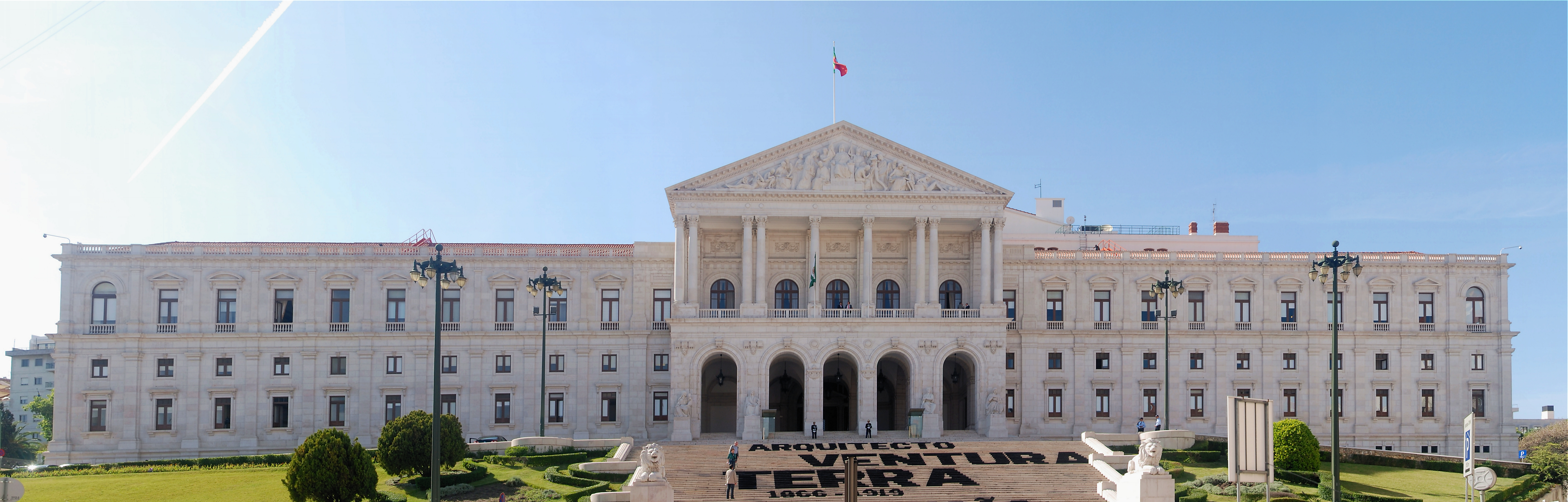
Det portugisiska parlamentet har sitt säte i São Bento-palatset i Lissabon.

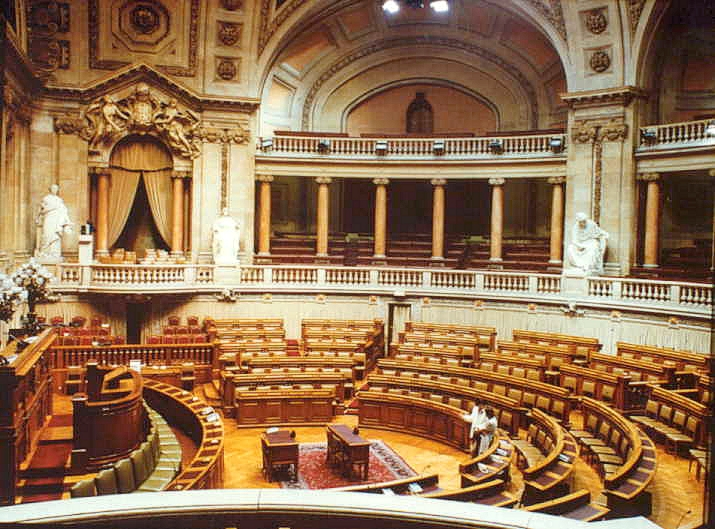
Plenisalen.

## Fotnoter
1. ↑  Utrikespolitiska Institutets landguide benämner parlamentet Nationalförsamlingen. Republikens församling är en ordagrann översättning av det portugisiska namnet Assembleia da República.